# Zelinja Donja
Zelinja Donja je naseljeno mjesto u sastavu općine Gradačac, Federacija Bosne i Hercegovine, BiH.

## Zemljopisni položaj
Smjestila se podno Hrvatskog brda. Rječica Rajska protječe u blizini.

## Stanovništvo
| Zelinja Donja      |                |                |                |
| godina popisa      | 1991.          | 1981.          | 1971.          |
| Muslimani          | 1.545 (95,37%) | 1.473 (94,72%) | 1.388 (97,60%) |
| Srbi               | 17 (1,04%)     | 16 (1,02%)     | 14 (0,98%)     |
| Hrvati             | 3 (0,18%)      | 1 (0,06%)      | 0              |
| Jugoslaveni        | 27 (1,66%)     | 49 (3,15%)     | 4 (0,28%)      |
| ostali i nepoznato | 28 (1,72%)     | 16 (1,02%)     | 16 (1,12%)     |
| ukupno             | 1.620          | 1.555          | 1.422          |